# Lijst van Eurocommissarissen voor Administratieve Zaken
De functie van Europees commissaris voor Administratieve Zaken is sinds het aantreden van de commissie-Rey een functie binnen de Europese Commissie. De commissaris is verantwoordelijk voor het personeel van de Europese Commissie.

## Benamingen
- Personeel en Organisatie (1967-1999)
- Administratieve hervorming (1999-2004)
- Administratieve zaken (2004-10)
- Administratief beheer (2010-14)
- Personeelsbeleid (2014-2019)
- Begroting en administratie (2019-)

## Verloop

### Hervormingen van Kinnock (1999-2004)
Eind jaren negentig werd de Europese Commissie beschuldigd van fraude en financieel wanbeleid. De Commissie-Santer (1995-1999) besloot af te treden, nadat het Europees Parlement had gedreigd met een vorm van afzetting. De lidstaten waren van mening dat de commissie een grondige hervorming moest ondergaan. Veertig jaar na de creatie van de commissie (1958-98) was het aantal lidstaten gegroeid van 6 naar 15. Tevens stonden een tiental lidstaten in de wachtrij voor toetreding (Bigbang-toetreding). De commissie had meer zeggenschap gekregen over beleidsterreinen en het aantal beleidsterreinen was tevens uitgebreid. In tegenstelling tot de groei van het aantal lidstaten en het aantal beleidsterreinen was het aantal werknemers onevenredig meegegroeid. De commissie beschikte over te weinig personeel om aan al haar verantwoordelijkheden te kunnen voldoen. Daarnaast waren de financiën niet toereikend om de commissie te kunnen laten functioneren.
De hervorming van de commissie werd toegewezen aan de Britse Eurocommissariss Neil Kinnock, voormalig politiek leider van de Labour Party. In maart 2000, een half jaar na het aantreden van de Commissie-Prodi presenteerde hij zijn hervormingsprogramma Reforming the Commission. Het programma was grondig en bevatte voorstellen voor alle aspecteren van de administratie van de commissie. Achtennegentig voorstellen moesten binnen 12 of 18 maanden worden ingevoerd. Enkele voorstellen waren de invoering van een gedragscode voor goed gedrag, het openstellen van EU-documenten voor het publiek, het effectiever gebruikmaken van IT en de creatie van een comité die verantwoordelijk zou zijn voor het opstellen van standaarden.
Het hervormingsprogramma had als slogan Onafhankelijkheid, verantwoordelijkheid, effeciëntie, transparantie en aansprakelijkheid. Kinnock focuste zich op drie principes. Ten eerste maakte de Commissie aan de Raad van de Europese Unie en het Europees Parlement duidelijk dat in de toekomst nieuwe beleidsterreinen alleen zouden  worden aangenomen wanneer daar extra financiële compensatie tegenover staat (prioriteitsprincipe). Ten tweede besloot Kinnock tot een algehele decentralisatie van de financiën. Om fraude en financieel wanbeheer te voorkomen werden de financiën niet langer beheerd door de commissie alleen, maar werd er ook een rol weggelegd voor de directoraten-generaal. DG's kregen meer verantwoordelijkheid over hun financiële uitgaven. Tevens werden de financiën intensiever gecontroleerd door de Europese Rekenkamer (financiënprincipe). Ten slotte opperde het programma tot een hervorming van het promotiesysteem binnen de commissie. (menselijk-kapitaal-principe).
Een verslag van de commissie concludeerde in 2003 dat 87 van de 98 voorgestelde hervormingen succesvol waren doorgevoerd.

## Commissarissen
|  | Naam                    | Lidstaat            | Nationale partij   | Periode   | Commissies        |
|  | ----------------------- | ------------------- | ------------------ | --------- | ----------------- |
|  | Lionello Levi Sandri    | Italië              | PSI                | 1967-1970 | Rey               |
|  | Albert Coppé            | België              | CDV                | 1970-1973 | Malfatti Mansholt |
|  | Albert Borschette       | Luxemburg           | Onafhankelijk      | 1973-1976 | Ortoli            |
|  | Raymond Vouel           | Luxemburg           | LSAP               | 1976-1977 | Ortoli            |
|  | Christopher Tugendhat   | Verenigd Koninkrijk | Conservative Party | 1977-1981 | Jenkins           |
|  | Michael O'Kennedy       | Ierland             | Fianna Fáil        | 1981-1982 | Thorn             |
|  | Richard Burke           | Ierland             | Fine Gael          | 1982-1985 | Thorn             |
|  | Henning Christophersen  | Denemarken          | Venstre            | 1985-1989 | Delors I          |
|  | António Cardoso e Cunha | Portugal            | PSD                | 1989-1993 | Delors II         |
|  | Karel Van Miert         | België              | PS                 | 1993-1995 | Delors III        |
|  | Erkki Liikanen          | Finland             | SSP                | 1995-1999 | Santer            |
|  | Neil Kinnock            | Verenigd Koninkrijk | Labour Party       | 1999-2004 | Prodi             |
|  | Siim Kallas             | Estland             | ER                 | 2004-2010 | Barroso I         |
|  | Maroš Šefčovič          | Slowakije           | SMER               | 2010-2014 | Barroso II        |
|  | Kristalina Georgieva    | Bulgarije           | GERB               | 2014-2016 | Juncker           |
|  | Günther Oettinger       | Duitsland           | CDU                | 2017-2019 | Juncker           |
|  | Johannes Hahn           | Oostenrijk          | OVP                | 2019-     | Von der Leyen     |